# Moivre (figure géométrique)
Pour les articles homonymes, voir Moivre.
En géométrie, on appelle une Moivre la figure obtenue par le glissement d'une droite le long d'un axe.
Il existe plusieurs types de Moivre, qu'il est ainsi facile de programmer comme il est expliqué dans l'ouvrage BASIC+.
On peut ainsi programmer (en n'utilisant que des droites, bien moins coûteuses que les courbes (il n'y a pas de fonction trigonométrique à calculer) et permet ainsi de représenter certaines formes courbes comme les ailes d'un papillon.

## Source
- BASIC plus, 80 routines sur MO5 et TO7-70, Michel Martin de Michel Martin, Éd. du PSI, 1985,  (ISBN 2-86595-264-9).